# 田中正隆
田中 正隆（たなか まさたか、1943年1月26日 - 2009年12月9日）は、日本の機械工学者。信州大学教授や、日本計算数理工学会会長を務めた。

## 人物・経歴
1968年大阪大学工学部機械工学科卒業。大阪大学大学院機械工学専攻博士後期課程修了後、大阪大学工学部助手、信州大学工学部助教授を経て、1987年信州大学工学部教授。1996年度日本機械学会計算力学部門業績賞受賞。1997年度日本機械学会会員功労者（創立100周年記念表彰）受賞。2000年初代日本計算数理工学会会長。2001年日本機械学会計算力学部門長。2003年日本機械学会計算力学部門功績賞受賞、日本機械学会計算力学部門優秀講演賞受賞、スロバキア科学アカデミーAurel Stodola賞受賞。